# Тербуталін
Тербуталін (англ. Terbutaline, лат. Terbutalinum) — синтетичний препарат, що належить по хімічній структурі до фенілзаміщених β-аміноспиртів, та застосовується як місцево (інгаляційно, у тому числі в небулайзерах), так і перорально та парентерально. Тербуталін належить до групи селективних бета-2-адреностимуляторів. По своєму хімічному складу є рацематом двох енантіомерів (S-тербуталіну та R-тербуталіну). Тербуталін розроблений компанією «AstraZeneca» у 80-х роках ХХ століття та розповсюджується під торговельною маркою «Бриканіл».

## Фармакологічні властивості
Тербуталін — синтетичний препарат, що є по хімічній структурі фенілзаміщеним β-аміноспиртом та належить до групи селективних бета-2-адреностимуляторів. Механізм дії препарату полягає у стимуляції β2-адренорецепторів, які знаходяться у гладкій мускулатурі бронхів та міометрію шляхом активації внутрішньоклітинної аденілатциклази, яка утворює комплекс із G-протеїном, під впливом якого підвищується утворення циклічного АМФ та стимуляція протеїнкінази типу А, що призводить до розслаблення гладкої мускулатури внутрішніх органів. Тербуталін не руйнується ферментом легеневою катехол-О-метилтрансферазою, і тому при інгаляційному застосуванні діє триваліше у порівнянні із неселективними адреностимуляторами. Тербуталін має виражену бронхолітичну дію, яка спостерігається як при інгаляційному, так і при інших шляхах застосування препарату. Під впливом тербуталіну зменшується виділення медіаторів запалення із опасистих клітин (у тому числі виділення гістаміну та лейкотрієнів), зменшується проникність капілярів (що сприяє попередженню розвитку набряку слизової оболонки бронхів) та модуляція вироблення слизу бронхіальними залозами, що призводить до оптимізації мукоциліарного кліренсу. Але зниження виділення медіаторів запалення та зниження проникності капілярів при застосуванні сальбутамолу не супроводжуються зменшенням кількості клітин запалення у слизовій оболонці бронхів (у тому числі активованих — макрофагів, еозинофілів та лімфоцитів), що теоретично може призвести до посилення запального процесу в дихальних шляхах (наприклад, при появі після застосування тербуталін можливості зробити вільніших подих, і при цьому вдихнути велику кількість екзогенних алергенів). Тербуталін при інгаляційному введенні діє виключно на β2-адренорецептори бронхів та практично не впливає на рецептори в інших органах, у тому числі лише у незначній ступені впливає на β1-адренорецептори міокарду. Препарат також має токолітичну дію, що призводить до зниження тонусу і розслаблення гладких м'язів матки, та застосовувався при загрозі передчасних пологів та дистрес-синдромі плоду. Натепер застосування препарату в акушерській практиці різко обмежене у зв'язку із великою кількістю побічних ефектів та збільшенням ризику смерті породіль при застосуванні тербуталіну. При тривалому застосуванні тербуталіну спостерігається розвиток толерантності до препарату, а при застосуванні значно вищих від середньотерапевтичних доз препарату різко зростає ймовірність важких побічних ефектів, у тому числі пов'язаних із активацією адренорецепторів міокарду (у тому числі тахікардію, фібриляцію передсердь, явища ішемії міокарду, ортостатичну гіпотензію, подовження інтервалу QT у зв'язку із гіпокаліємією та супутнім порушенням серцевого ритму із можливою асистолією), та метаболічних порушень, а також можливість виникнення ефекту «рикошету» — посилення бронхоспазму при перевищенні середньотерапевтичної дози препарату або занадто частому застосуванні.

### Фармакокінетика
Тербуталін добре всмоктується та розподіляється в організмі як після перорального, так і після парентерального застосування, але біодоступність препарату складає лише 30—50% при пероральному застосуванні у зв'язку з ефектом першого проходження через печінку; при парентеральному застосуванні біодоступність тербуталіну складає 100%. Після перорального прийому максимальна концентрація в крові спостерігається за 1—3 години, при підшкірному введенні протягом 15—30 хвилин. Після інгаляційного застосування дія препарату починається через 4 хвилин після введення та триває 5—6 годин. При інгаляційному застосуванні до нижніх дихальних шляхів доходить 30% тербуталіну, а решта осідає у верхніх дихальних шляхах, або проковтується та всмоктується у шлунково-кишковому тракті. Сальбутамол погано (20% кількості препарату) зв'язується з білками плазми крові, не проходить через гематоенцефалічний бар'єр, проходить через плацентарний бар'єр та виділяється в грудне молоко. Метаболізується препарат у печінці з утворенням неактивних метаболітів. Виводиться сальбутамол із організму переважно із сечею, як у незміненій формі, так і у вигляді метаболітів, частково виводиться із калом. Період напіввиведення препарату складає 4 години.

## Показання до застосування
Тербуталін застосовується при бронхіальній астмі, хронічному обструктивному захворюванні легень, бронхоектатичній хворобі та інших захворюваннях, що супроводжуються бронхоспазмом, переважно інгаляційно, як у дорослих, так і дітей. За необхідності прийому підтримуючих доз сальбутамолу при бронхообструктивних захворюваннях препарат застосовується перорально, а для швидкого зняття приступу бронхіальної астми може застосовуватися внутрішньовенно.

## Побічна дія
При застосуванні тербуталіну побічні ефекти виникають рідше, ніж при застосуванні низки інших β-адреноміметиків (фенотерол, орципреналін). Частіше за інші побічні явища може спостерігатися тремор кінцівок, головний біль, головокружіння, подразнення та сухість у ротовій порожнині при інгаляційному застосуванні, кашель; рідше спостерігаються безсоння, нудота, блювання, печія, мідріаз, алергічні реакції, атонія сечового міхура; дуже рідко спостерігаються парадоксальний бронхоспазм, екстрасистолія), артеріальна гіпертензія або гіпотензія, тахікардія, аритмії. При застосуванні під час вагітності можуть частіше спостерігатися набряк легень, гіпокаліємія, ішемія міокарду, аритмії, минуча гіперглікемія та тахікардія.

## Протипокази
Тербуталін протипоказаний при підвищеній чутливості до препарату, вадах серця, тиреотоксикозі, синусовій тахікардії, екстрасистолії, маткових кровотечах, відшаруванні плаценти, пієлонефриті вагітних. Препарат не застосовується одночасно з бета-блокаторами у зв'язку із антагонізмом їх дії, а також із іншими адреностимуляторами у зв'язку із збільшенням ризику побічних ефектів. Препарат не застосовується із трициклічними антидепресантами та інгібіторами моноамінооксидази у зв'язку із ризиком розвитку гіпотонії. Рекомендовано припинити лікування тербуталіном у період годування грудьми.

## Форми випуску
Тербуталін випускається у вигляді дозованого аерозолю по 400 доз по 0,25 мг/дозі; порошку для інгаляцій по 0,5 мг/дозі по 200 доз; таблеток по 0,0025 г та ампул по 1 мл 0,05% розчину. Тербуталін разом із амброксолом, гвайфенезином, хлорфеніраміном та ментолом входить до складу комбінованого препарату «Ренсрил Експекторант». Станом на 2015 рік тербуталін не зареєрестрований в Україні як окрема діюча речовина.

## Заборона використання у спортсменів
Тербуталін заборонений для використання спортсменами під час змагань згідно рішення Всесвітнього антидопінгового агентства. Але частина спортсменів, які хворіють бронхіальною астмою, мають дозвіл на використання сальбутамолу від Всесвітнього антидопінгового агентства.

## Стереохімія
Тербутален містить стереоцентр і складається з двох енантіомерів. Це рацемат, тобто суміш  R - і  S -форми у рівних кількостях:
| Енантіомери тербуталіну | Енантіомери тербуталіну |
| ----------------------- | ----------------------- |
| CAS-Nummer: 37394-31-3  | CAS-Nummer: 90877-48-8  |